# Linda Hamilton
Linda Carroll Hamilton (sinh ngày 26 tháng 9 năm 1956) là nữ diễn viên người Mỹ. Bà được biết đến với các vai như Sarah Connor trong loạt phim điện ảnh Kẻ hủy diệt và Catherine Chandler trong sê-ri phim truyền hình Người đẹp và Quái vật (1987-1990) - vai diễn mang về cho bà hai đề cử giải Quả cầu vàng và một giải Emmy.

## Thời thơ ấu
Hamilton sinh ra tại Salisbury, Maryland, Mỹ. Cha bà, Carroll Stanford Hamilton, là một nhà vật lý, qua đời khi bà mới năm tuổi. Mẹ bà sau đó kết hôn với một sĩ quan cảnh sát. Hamilton có một người chị sinh đôi tên Leslie Hamilton Gearren, dưới bà có một em gái và một em trai.

## Đời tư
Hamilton từng hai lần kết hôn. Chồng đầu tiên của bà là Bruce Abbott, kết hôn từ năm 1982 tới 1989, hai người ly dị khi bà đang mang thai con trai Dalton. Năm 1991, bà bắt đầu quen với đạo diễn James Cameron (sau khi ông chia tay vợ Kathryn Bigelow).
Hamilton và Cameron sinh được một con gái tên Josephine (sinh ngày 15/2/1993). Năm 1997, hai người làm lễ kết hôn, nhưng cuộc hôn nhân này chỉ kéo dài hai năm.